# Comacupes cylindraceus
Comacupes cylindraceus es una especie de coleóptero de la familia Passalidae.

## Distribución geográfica
Habita en la Islas de la Sonda.